# Lê Thiết Hùng
Lê Thiết Hùng (* 1908; † 1986 in Hanoi) war ein vietnamesischer Offizier und Parteiaktivist. Er gehörte zusammen zu den kommunistischen Führungskadern, welche die Streitkräfte der Vietminh zur Zeit des Indochinakriegs aufbauten und war der erste Offizier im Generalsrang des Heeres der Demokratischen Republik Vietnam. Während des Vietnamkriegs wechselte er in den diplomatischen Dienst.

## Herkunft und Werdegang
Le Thiet Hung stammte aus der Provinz Nghệ An in Tonkin. Als Jugendlicher verließ er seine Heimat zunächst 1923 nach Thailand und 1924 nach Kanton in die Republik China. Dort trat er unter der Ägide von Ho Chi Minh der kommunistischen Jugendbewegung Vietnams bei. Le Thiet Hung lernte rasch chinesisch und erhielt an der Whampoa-Militärakademie eine Ausbildung zum Offizier. Nach dieser wurde er Mitglied der in China regierenden nationalistischen und antikolonialen Guomindang und Offizier im Heer der Republik China. Während der Dreißigerjahre diente er sowohl der vietnamesischen als auch der chinesischen KP als Spion innerhalb der Guomindangstreitkräfte. Er war seit 1930 Mitglied der Kommunistischen Partei Indochinas.

## General der Viet-Minh-Streitkräfte
1941 wurde Le Thiet Hung mit dem Beginn des Aufbaus vietnamesischer Streitkräfte unter kommunistischer Führung beauftragt. Im Zuge der Augustrevolution erhielt er den Posten des Chefs der Militärakademie in Cao Bang und übernahm in der Region eine aktive Rolle bei der Machtübernahme der Kommunisten nach dem Zusammenbruch Japans. 1946 wurde er zum General befördert und übernahm einen Posten in der zentralen Militärkommission. Im Rahmen dieses Postens übernahm er das Kommando über die Koordination des Abzugs der verbliebenen nationalchinesischen Truppen aus Nordvietnam. Bei Ausbruch des Indochinakriegs übernahm Le Thiet Hung das Kommando der Inter-Zone IV 1947 wurde er zum ersten Generalinspekteur des Heeres ernannt. Während des Indochinakriegs fungierte Le Thiet Hung als Feldkommandeur sowie als Führungskraft bei der Truppenausbildung. Ebenso übernahm er die Aufgabe der Truppenausbildung in der Volksrepublik China, wo die Vietminh eine eigene Militärakademie unterhielten.

## Botschaftertätigkeit
Ab 1963 fungierte Le Thiet Hung als Botschafter Nordvietnams in Nordkorea.

## Familie
Le Thiet Hung war in erster Ehe kinderlos verheiratet. Seine Frau verstarb während des Zweiten Weltkriegs in der chinesischen Kriegshauptstadt Chongqing. 1948 heiratete er eine beim Militär tätige Ärztin.